# Alopecosa turanica
Alopecosa turanica este o specie de păianjeni din genul Alopecosa, familia Lycosidae, descrisă de Savelyeva în anul 1972.
Este endemică în Kazakhstan. Conform Catalogue of Life specia Alopecosa turanica nu are subspecii cunoscute.